# 日華化学前駅
日華化学前駅（にっかかがくまええき）は、福井県福井市大宮四丁目にある、えちぜん鉄道三国芦原線の駅である。駅番号はE28。

## 歴史
地元の請願によって開設に至った請願駅である。
駅名は命名権を取得した日華化学が社内アンケートを行って決定した。駅名の命名権販売は福井県内で初めてのケースとなった。なお、京福電気鉄道（京福）の時代までは、初代八ツ島駅が現在の日華化学前駅の向い側の現在の住宅地に存在した。えちぜん鉄道に移管される以前に廃止（廃止時期は不明）されており、日華化学前駅の新設とは無関係である。

### 年表
- 2007年（平成19年）9月1日：新設開業[1][2][3][5]。
- 2016年（平成28年）3月27日：福井鉄道福武線との直通運転を開始[6][7][8]。同時に低床ホームを新設[6][8]。

## 駅構造

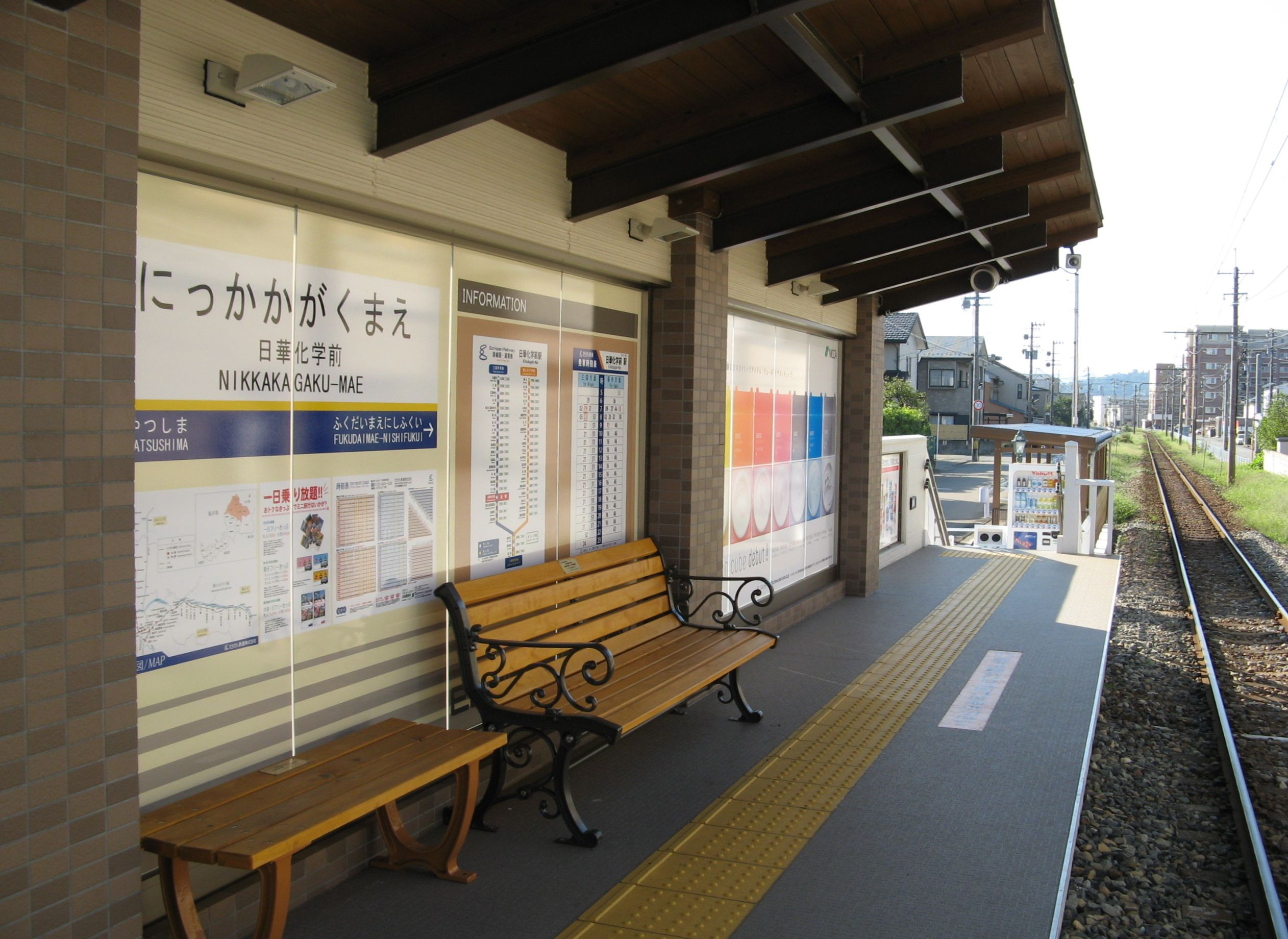
ホーム

単式ホーム1面1線を持つ地上駅で無人駅である。そのうち、ホーム北側は福井鉄道福武線への直通電車専用ホームとなっている。
同日開業した八ツ島駅と同様に、将来のLRT化を想定して、コンクリートの基礎を県産木材で嵩上げしたホームが設置された。2016年に福井鉄道への直通運転開始と低床車両導入に伴い、嵩上げ部分を撤去し低床ホームとした。

## 利用状況
1日の平均乗降人員は以下のとおりである。
| 乗降人員推移 | 乗降人員推移 |
| 年度         | 1日平均人数  |
| ------------ | ------------ |
| 2011年       | 188          |
| 2012年       | 212          |
| 2013年       | 224          |
| 2014年       | 210          |
| 2015年       | 219          |
| 2016年       | 270          |
| 2017年       | 296          |
| 2018年       | 284          |

## 駅周辺
当駅周辺は住宅地となっている。

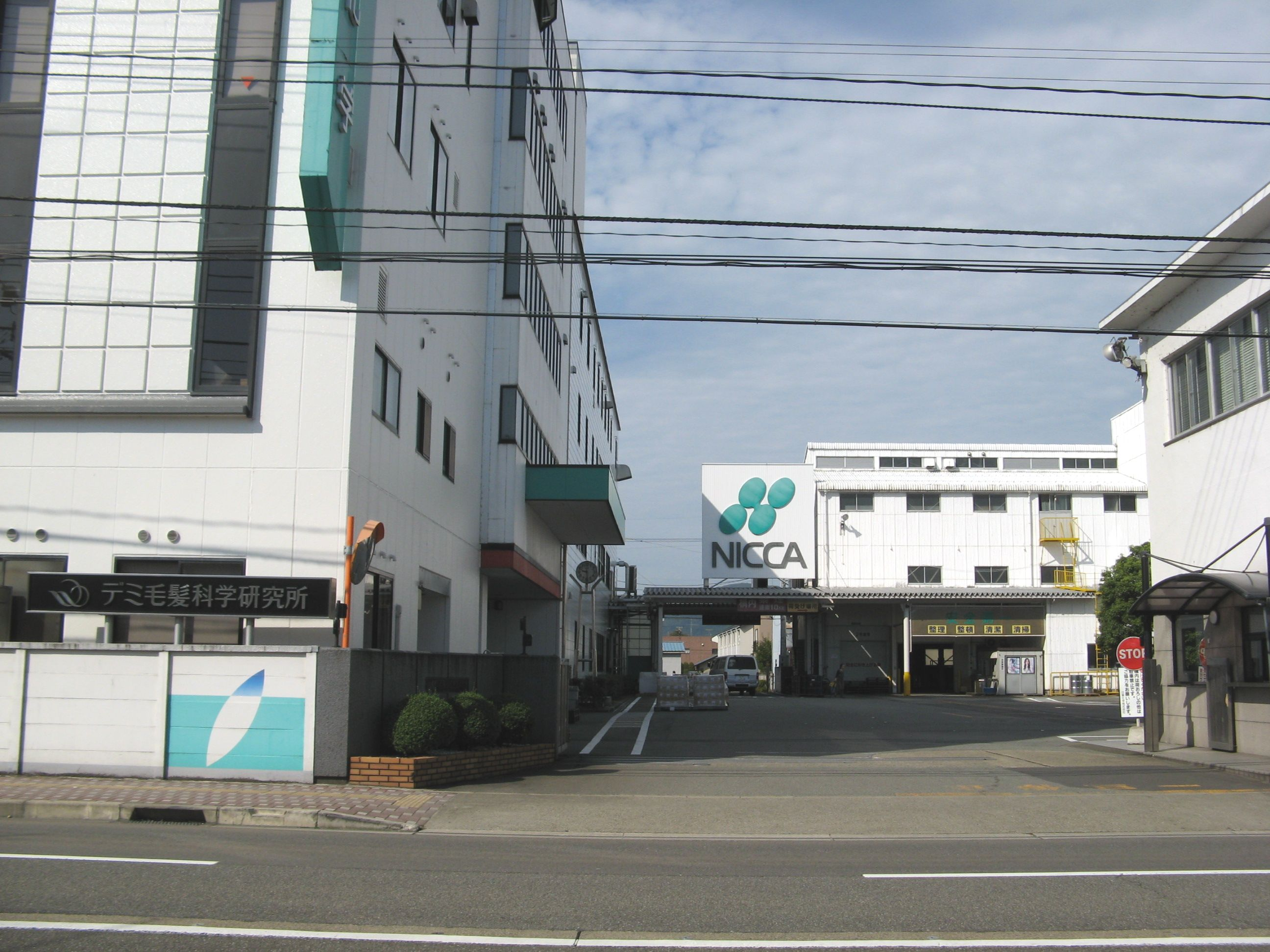
日華化学本社

- 日華化学(本社・総合研究所 ・毛髪科学研究所・北陸支店・本社工場)
- 啓新高等学校
- 福井大学文京キャンパス
- 国道416号（藤島通り）
- 福井県道・石川県道5号福井加賀線（芦原街道）

## 隣の駅
えちぜん鉄道
■三国芦原線
□快速（上りのみ）・■普通
福大前西福井駅 (E27) - 日華化学前駅 (E28) - 八ツ島駅 (E29)